# Harry Garland
Harry T. Garland (nacido en 1947) es científico, ingeniero, autor y empresario.
El Dr. Garland fue cofundador de Cromemco, una de las compañías de microcomputadoras más temprana y más exitosa. Obtuvo su licenciatura en matemáticas en Kalamazoo College y su doctorado en biofísica por la Universidad de Stanford. En 2013 el Dr. Garland fue reconocido por el Living Computer Museum como “pionero en computación” y fue reconocido en el libro “Secrets of Silicon Valley” como uno de los líderes más importantes en la historia de Silicon Valley.
Es hijo de Harry G. Garland, fundador de Garland Manufacturing Company; y de Rose Garland Thornton, política y primera alcaldesa protémpore de Grosse Pointe Shores (Míchigan).

## Universidad de Stanford

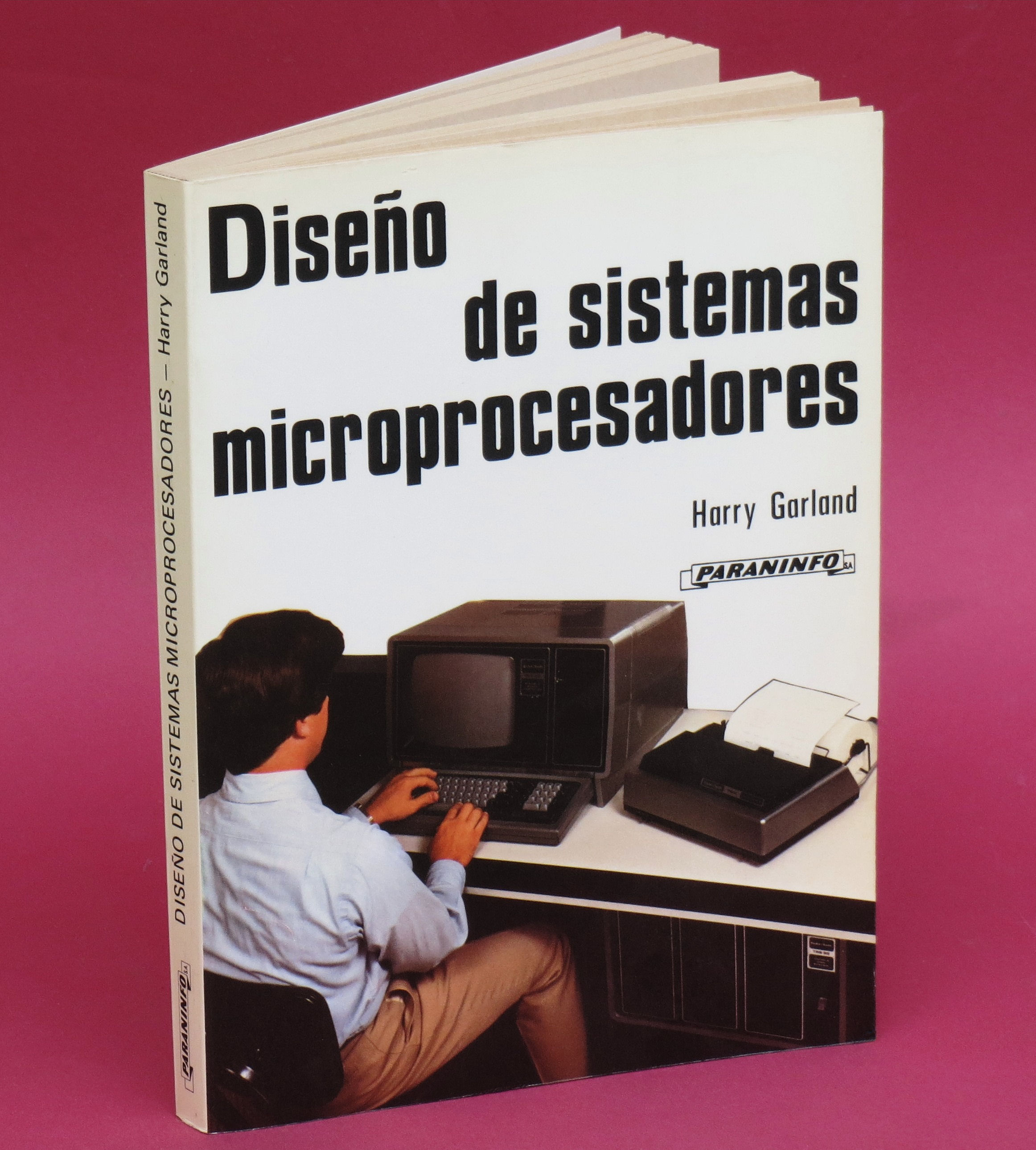
"Diseño de sistemas microprocesadores" escrito por el Dr. Garland

Garland empezó a estudiar en la Universidad de Stanford en 1968. Desarrolló técnicas en la electromiografía para estudiar el papel del cerebro y el papel de los reflejos locales en el control de los músculos.

  
Como resultado descubrió nueva información sobre el modo de acción de la L-DOPA en el tratamiento de la enfermedad de Parkinson.
Recibió su doctorado de Stanford en 1972, y fue invitado por el Prof. John Linvill a unirse a los Laboratorios de Electrónica de Stanford. En 1974 fue nombrado asistente de jefe de departamento de ingeniería eléctrica de la Universidad de Stanford, donde desarrolló y enseñó cursos de posgrado en el nuevo campo de diseño de sistemas de microprocesadores y escribió el libro “Diseño de sistemas microprocesadores” (publicado por Paraninfo en Madrid, España).

## Cromemco

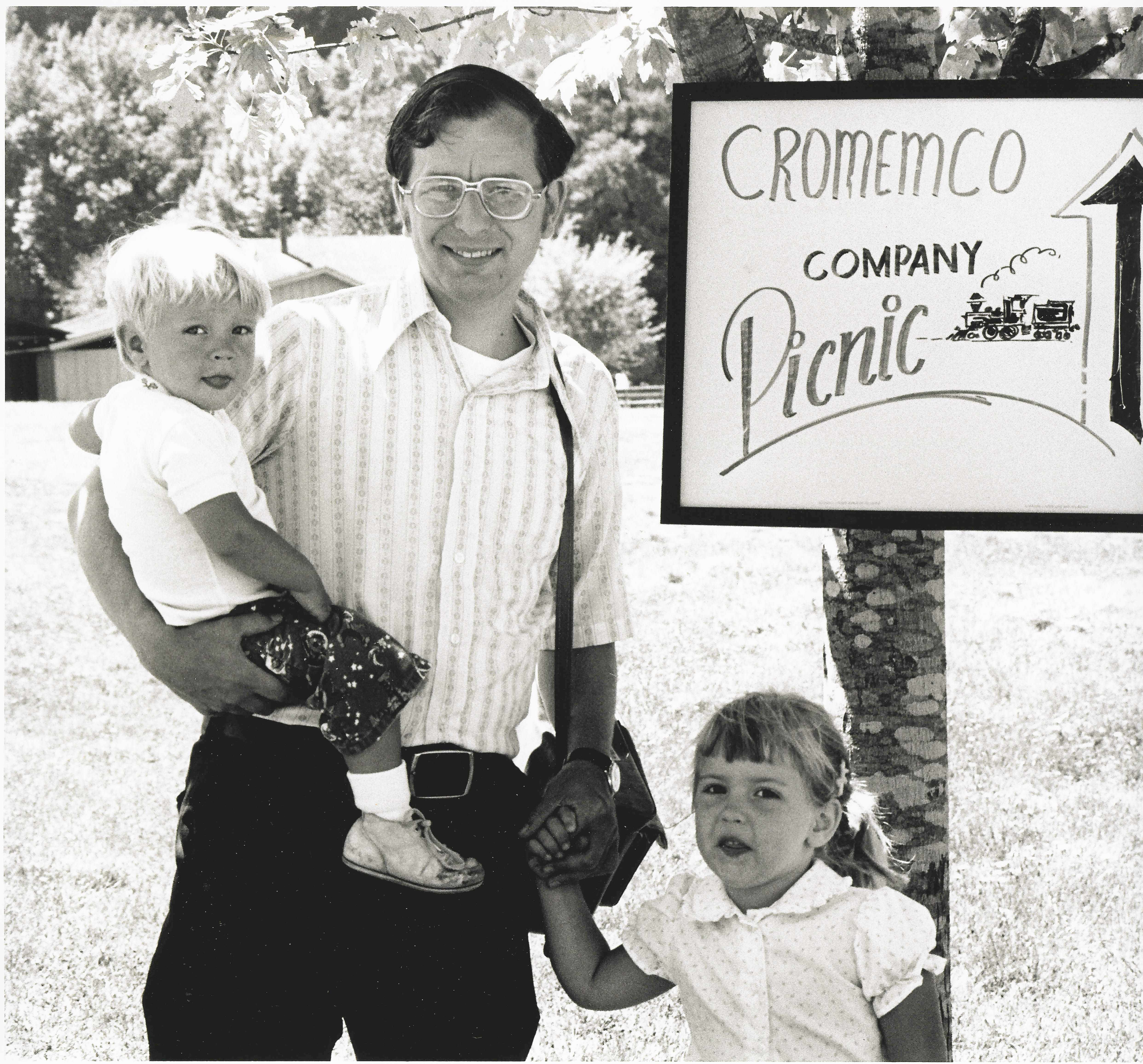
El Dr. Garland con sus hijos, Harry y Eva, en el pícnic anual de Cromemco (1979)

Mientras trabajaba en la Universidad de Stanford, el Dr. Garland también trabajó para llevar la tecnología electrónica a un público más amplio. Durante un período de seis años, en colaboración con el Dr. Roger Melen, escribió una serie de artículos para la revista Popular Electronics. Esos artículos describían diseños originales que podrían ser construidos por el aficionado a la electrónica.
En enero de 1975 Popular Electronics lanzó la computadora Altair, la computadora que puso en marcha la industria de las microcomputadoras. Esa misma edición tenía un artículo por Garland y Melen sobre sensores de imagen de estado sólido. El mes siguiente Garland y Melen publicaron el diseño de una cámara digital, llamada "Cyclops", como un artículo de portada de Popular Electronics. Después comenzaron a trabajar en el desarrollo de una interfaz para conectar la Cyclops a la computadora Altair, y diseñar otros productos. Sus próximos productos fueron una interfaz gráfica en color, llamada “Dazzler” y una tarjeta de memoria no volátil programable llamada “Bytesaver”.
En 1976 el Dr. Garland y el Dr. Melen fundaron la compañía Cromemco para la fabricación y distribución de la Cyclops, la Dazzler, la Bytesaver y los productos que siguieron. En 1981 Cromemco fue reconocida como una de las diez compañías privadas con más rápido crecimiento en los Estados Unidos y el mayor fabricante de microcomputadoras basadas en el bus S-100 del mundo. El Dr. Garland fue presidente de Cromemco desde 1976 hasta 1987.

## Otras Actividades

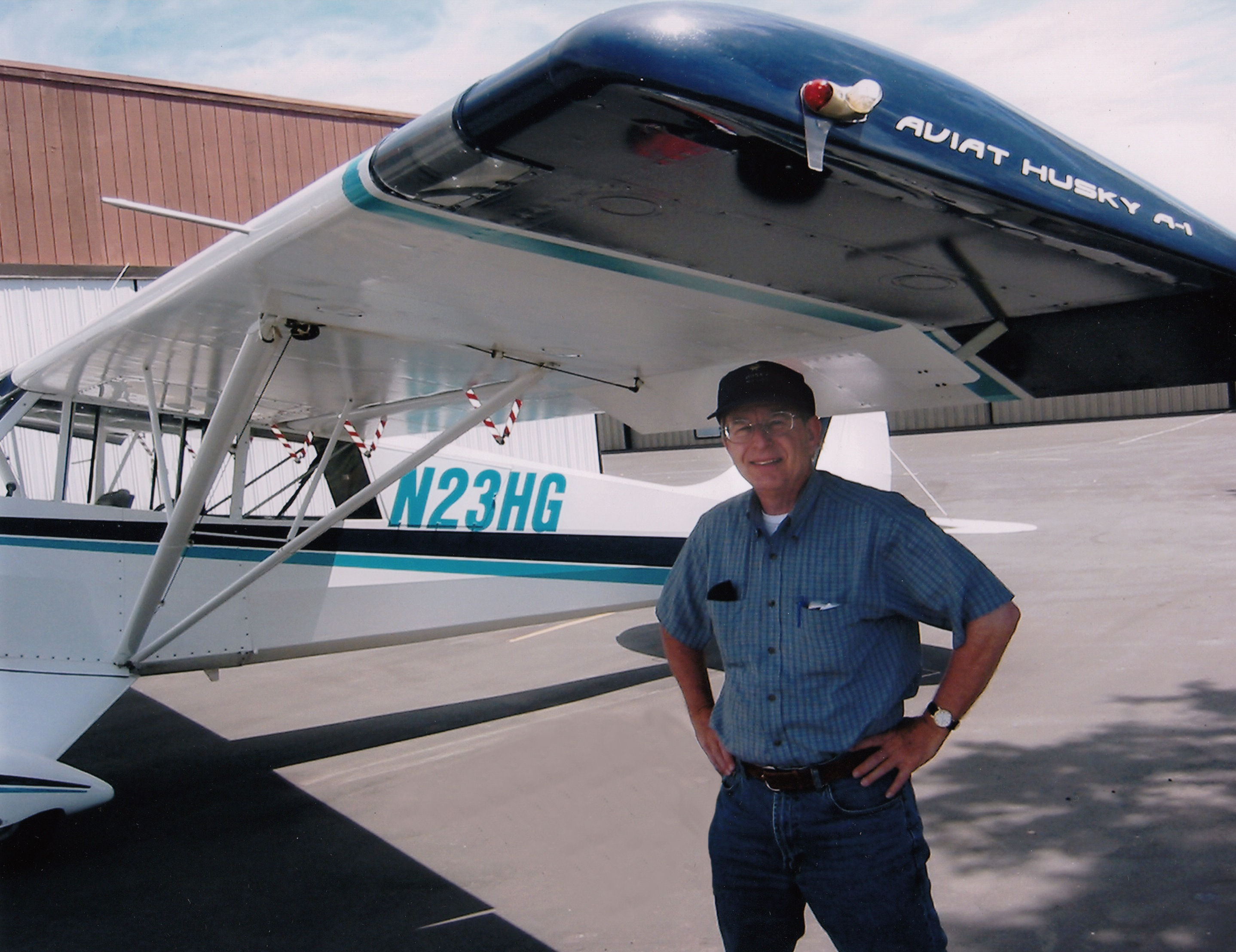
Harry Garland con su avioneta Aviat Husky en el aeropuerto de Palo Alto, California (2004)

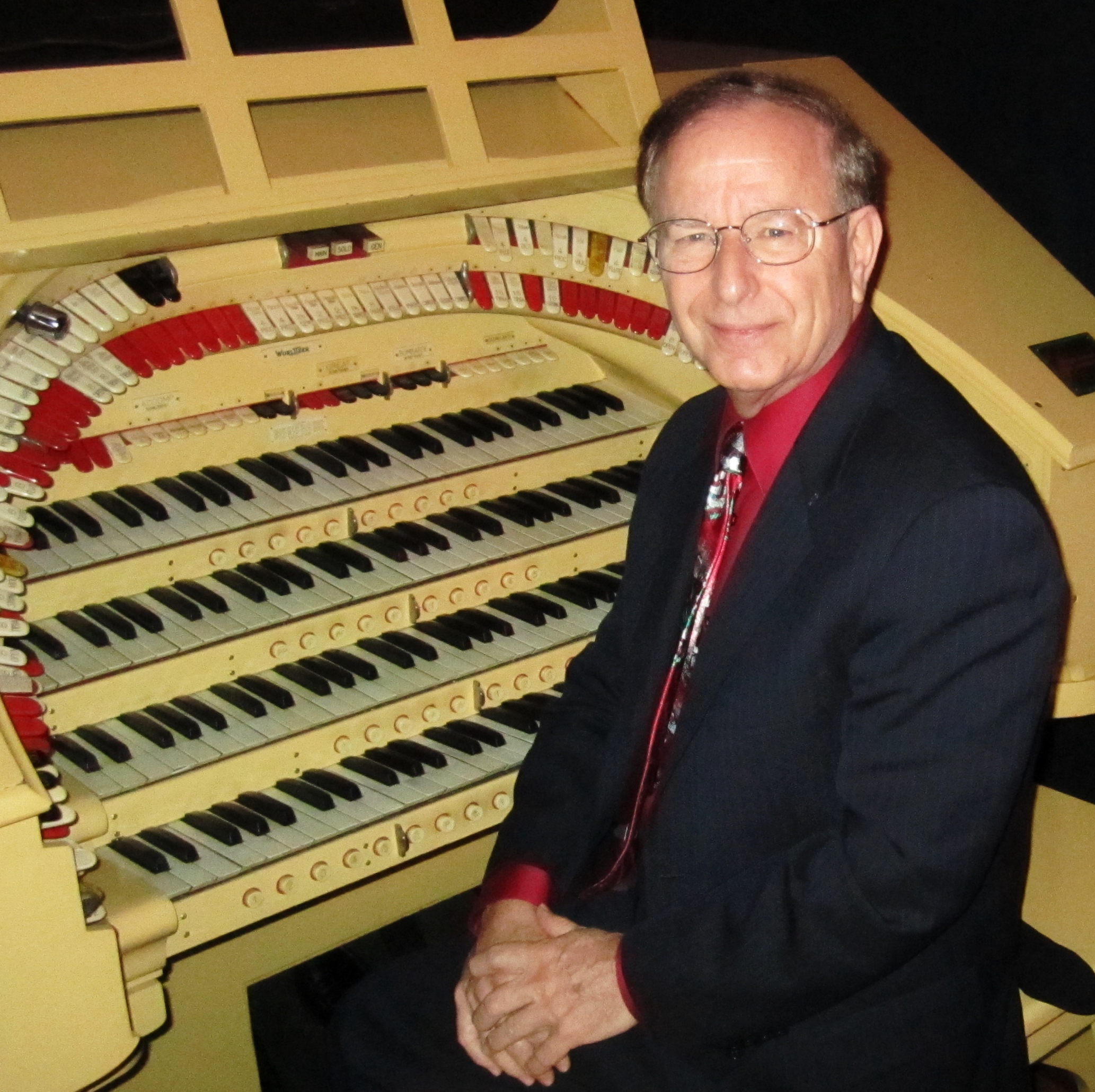
Harry Garland, organista, Teatro Castro, San Francisco, California (2010)

En 1990 el Dr. Garland fue invitado por el presidente de Canon Inc., el Dr. Hajime Mitarai, para fundar un centro de investigaciones para Canon en los Estados Unidos. El Dr. Garland fue vicepresidente de este centro de investigaciones desde 1990 hasta 2001.
El Dr. Garland es piloto y aficionado de aviones. Su padre fue su maestro de vuelo y el Dr. Garland obtuvo su licencia de piloto cuando tenía 16 años. Tiene licencia de piloto comercial para aviones de tierra y para hidroaviones y con aviones de un solo motor y de multimotor.
El Dr. Garland también es músico y organista. Ha adaptado la música de Astor Piazzolla de Argentina para órgano, y ha sido organista asistente en el Teatro Castro en San Francisco, California desde 2004. Sus arreglos de la música de Astor Piazzolla se estrenaron en la Iglesia de San Juan Bautista en Gouda, Holanda por el organista Bas Verboom en 2015.
En 2002 el Dr. Garland y su esposa fundaron Garland Actuarial LLC.  Actualmente el Dr. Garland es presidente de la junta directiva de Garland Actuarial LLC.

## Reconocimientos
El Dr. Garland es ampliamente reconocido como pionero en computación.  Ha participado en numerosos programas de televisión incluyendo el documental “Triumph of the Nerds.”  En 1986 fue invitado orador en el Seminario Internacional de Informática, México, D.F.  El Dr. Garland es autor de tres libros y ha obtenido 20 patentes estadounidenses por sus invenciones.